# 塔斯马尼亚州州徽
塔斯马尼亚州州徽澳大利亚塔斯马尼亚州的官方象征。它于1917年5月由国王乔治五世正式批准。州徽的盾牌上展示了塔斯马尼亚工业的重要产品：一捆小麦、啤酒花、公羊和苹果。盾牌上面是一只红色的狮子，也是州徽章。盾牌由两个袋狼扶盾，下为拉丁语的州格言，Ubertas et Fidelitas，意为「生产和忠诚」或「奖赏和忠实」。
塔斯马尼亚州州徽现在很少见，除了官方政府出版物或政府大楼。它在很大程度上被政府新标志，通过高高的草丛偷看的塔斯马尼亚袋狼，所取代。